# Хисамитдинова, Фирдаус Гильмитдиновна
Фирдау́с Гильмитди́новна Хисамитди́нова (баш. Фирҙәүес Ғилметдин ҡыҙы Хисаметдинова; 1 января 1950, Рахметово, Башкирская АССР — 3 октября 2023, Уфа) — российский лингвист, специалист в области башкирского языка, доктор филологических наук (1993), профессор (1994), общественный и государственный деятель. Заслуженный деятель науки Республики Башкортостан (2003), заслуженный деятель науки Российской Федерации (2008), член-корреспондент Академии наук РБ (2016). Директор (2005—2015), с 2016 года — научный руководитель ИИЯЛ УФИЦ РАН.

## Краткая биография
Хисамитдинова Фирдаус Гильмитдиновна родилась 1 января 1950 года в деревне Рахметово Абзелиловского района БАССР.
В 1970 году окончила Белорецкое педагогическое училище.
В 1974 году окончила филологический факультет Башкирского государственного педагогического института (БГПИ).
В 1976 году поступила в аспирантуру Института языкознания Академии наук СССР.
В период с 1978 года по 1985 год работает старшим сотрудником Институт истории, языка и литературы Уфимского научного центра РАН. В 1980 году успешно защитила кандидатскую диссертацию, а в 1993 году — докторскую диссертацию и получила звание профессора.
С 1985 года преподавала в БГПИ. С 1987 года по 1992 год заведовала кафедрой башкирского языка, а после являлась деканом факультета башкирской филологии Башкирского государственного педагогического института.
В период с 1994 года по 1999 год являлась депутатом первого созыва Государственного Собрания — Курултая Республики Башкортостан. С 1996 по 1998 год была председателем Союза женщин РБ.
С марта 1995 по 1998 год была министром народного образования Башкортостана. Будучи министром, Ф. Г. Хисамитдинова тщательно проанализировала состояние образования республики, изучила опыт других субъектов РФ и зарубежных стран, позволили ей разработать проект Концепции и Программы развития образования Республики Башкортостан на 1999—2003 годы.
С 1998 года вновь начинает работать в Институте истории, языка и литературы УНЦ РАН в должности заместителя директора, а с 2005 года назначена его директором.
С 2000 по 2003 год — председатель Общества женщин Башкортостана и женской комиссии Всемирного курултая башкир.
Умерла 3 октября 2023 года.

## Научная деятельность
Основное направление научной деятельности профессора занимают проблемы исторической фонетики, ономастики, мифологии, этнолингвистики и методики преподавания башкирского языка для русскоязычной аудитории, истории и культуры Башкортостана. Опубликовала около 200 научных и научно-методических трудов, монографий, словарей, учебных пособий, учебников, хрестоматий, программ и статей.

### Научные труды
- История башкирского языка: Материалы по исторической фонетике: Монография / БашГПИ. — Уфа, 1989. — 96 с.
- Башкирский язык для начинающих: Учебное пособие. — Уфа: Башкнигоиздат, 1991. — 144 с. (соавт. З. Я. Шарипова, В. И. Хажин).
- Башкирская ойконимия XVI—XIX вв. — Уфа: Башкирское книжное издательство, 1991.
- Родной Башкортостан: Учебное пособие. — Уфа: Сонико, 1992. — 304 с. (соавт. З. Я. Шарипова, Л. И. Нагаева).
- Географические названия Башкортостана. — Уфа, 1994.
- «A tuznek mondom!» (A Baskir nepi orvoslas magikus elemeinek mai rendszere): монография. — Budapest, 1997. — 156 p. (соавт. Торма Йожеф).
- История и культура Башкортостана: Хрестоматия. — Москва: Изд-во «МДС», 1997. — 548 с. (соавт. З. Я. Шарипова и Л. И. Нагаева).
- О выполнении «Программы развития образования Республики Башкортостан на 1993—1998 гг.» и задачах образования на 1999—2003 гг. (проект концепции). — Уфа, 1998. — 91 с.
- Введение в языкознание. Учебное пособие /Сибайский институт БГУ. — Сибай, 1999. — 146 с. (соавт. Р. Г. Закирова).
- Башкирский язык? Пожалуйста! Учебное пособие. — Уфа: Китап, 2000. — 248 с. (соавт. З. Г. Ураксин, М. Эрсен-Раш).
- Башкирская мифология. Словарь-справочник. — Уфа: Гилем, 2002. — 125 с. (на башк.яз.).
- Мой башкирский язык. От 7 до 10. Учебное пособие. — Уфа: Китап, 2002. — 294 с. (соавт. Н. И. Асадуллина).
- Башкирский язык для малышей. Учебное пособие. — Уфа: Башкирская энциклопедия, 2002. — 153 с.
- Башкиры. — М.: Голос-Пресс, 2003. — 575 с. (соавт З. Г. Ураксин).
- Русско-башкирский словарь названий улиц городов Республики Башкортостан. — Уфа: Деловая династия, 2008. — 311 с.
- Мифологический словарь башкирского языка. — М.: Наука, 2010. — 456 с.
- Хисамитдинова Ф. Г. Ислам и башкирская мифология // Islamic civilisation in Volga-Ural Region. — Istanbul, 2010. — С. 191—198.
- Словарь башкирской мифологии. — Уфа: ИИЯЛ УНЦ РАН, 2011.
- Кыпчакские языки Урало-Поволжья. — Астана: «Ғылым» баспасы, 2018. — ISBN 978-601-7793-76-0. 165 c. (соавт. О. А. Мудрак)

## Награды
- Заслуженный деятель науки Республики Башкортостан (2003)
- Заслуженный деятель науки Российской Федерации (2008)
- Орден Дружбы (2014).
- Орден Салавата Юлаева (2020)